# Goran Žužić
Goran Žužić jedan je od najuspješnijih hrvatskih natjecatelja na međunarodnim matematičkim i informatičkim olimpijadama.

## Odabrani radovi
- Keren Censor-Hillel, Bernhard Haeupler, D. Ellis Hershkowitz, Goran Žužić. Broadcasting in Noisy Radio Networks ACM Symposium on Principles of Distributed Computing. ACM, 2017. (PODC)
- Haeupler, Bernhard, Taisuke Izumi, and Goran Zuzic. Near-Optimal Low-Congestion Shortcuts on Bounded Parameter Graphs. International Symposium on Distributed Computing, 2016. (DISC)
- Haeupler, Bernhard, Taisuke Izumi, and Goran Zuzic. Low-congestion shortcuts without embedding. ACM Symposium on Principles of Distributed Computing. ACM, 2016. (PODC)

## Nagrade
- 8. mjesto i srebrna medalja na World Finals od ACM ICPC-a u Rusiji 2014.
- 1. mjesto i zlatna medalja na Balkanskoj informatičkoj olimpijadi u Makedoniji 2008.
- 5. mjesto i zlatna medalja na Međunarodnoj informatičkoj olimpijadi u Egiptu 2008.
- 1. mjesto i zlatna medalja na Srednjoeuropskoj informatičkoj olimpijadi u Njemačkoj 2008.
- 1. mjesto i zlatna medalja na USACO-u u Wisconsinu 2008.
- 4. mjesto i zlatna medalja na Međunarodnoj informatičkoj olimpijadi u Hrvatskoj 2007.
- Brončana medalja na Međunarodnoj matematičkoj olimpijadi u Španjolskoj 2008.
- Brončana medalja na Međunarodnoj matematičkoj olimpijadi u Njemačkoj 2009.
- Srebrna medalja na Međunarodnoj informatičkoj olimpijadi u Bugarskoj 2009.
- Brončana medalja na Međunarodnoj informatičkoj olimpijadi u Meksiku 2006.
- Nagrada za najbolju doktorsku disertaciju u području distribuiranog računarstva 2021.[1]

## Vanjske poveznice
- Na Carnegie Mellon University
- Profil na LinkedInu[neaktivna poveznica]
- IOI statistika
- IMO statistika
- Profil na Codeforcesu
- Profil na TopCoderu